# Arthur Krüger

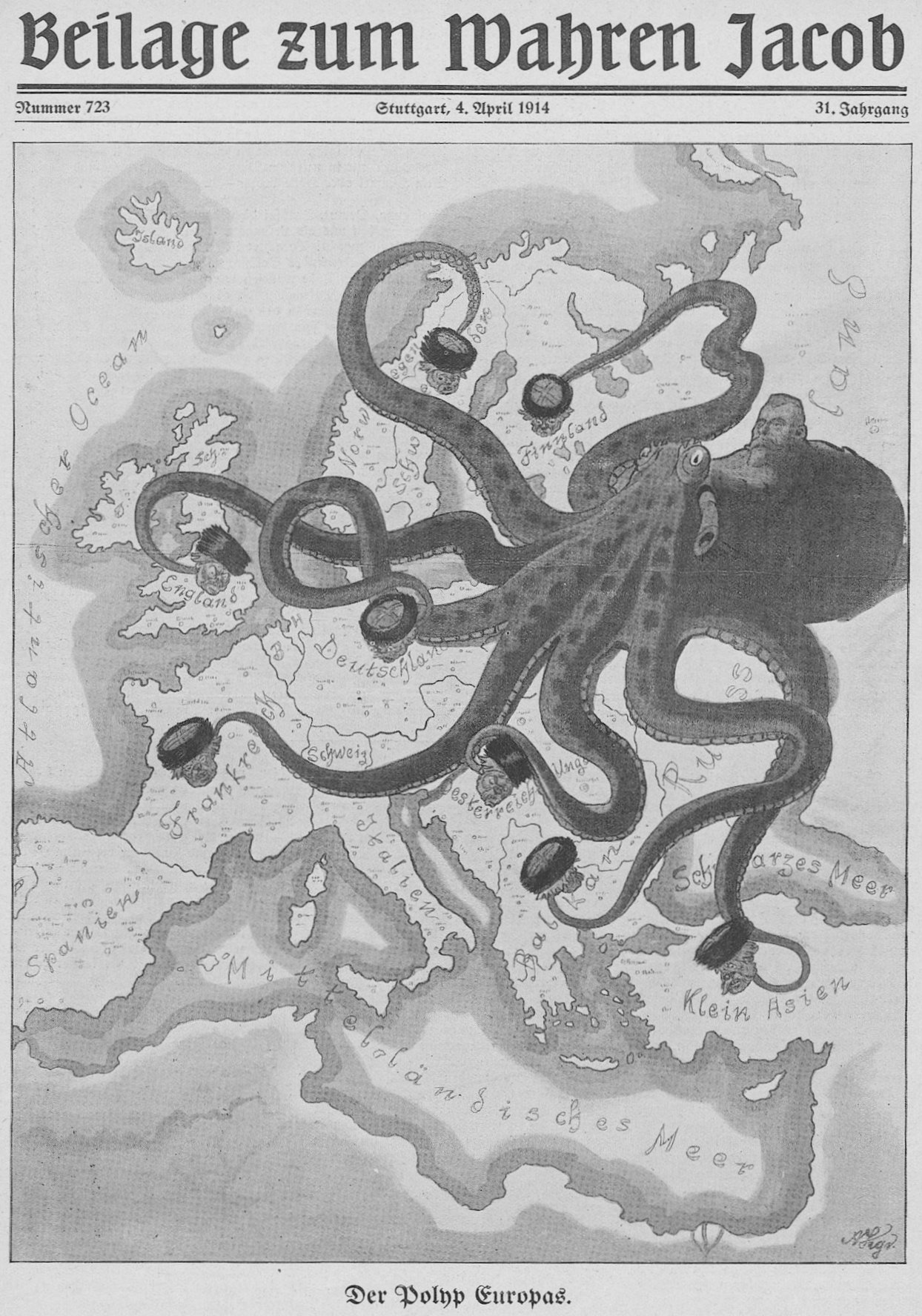
Karikatur Arthur Krüger, Zar Nikolaus II. als Polyp Europas, 1914

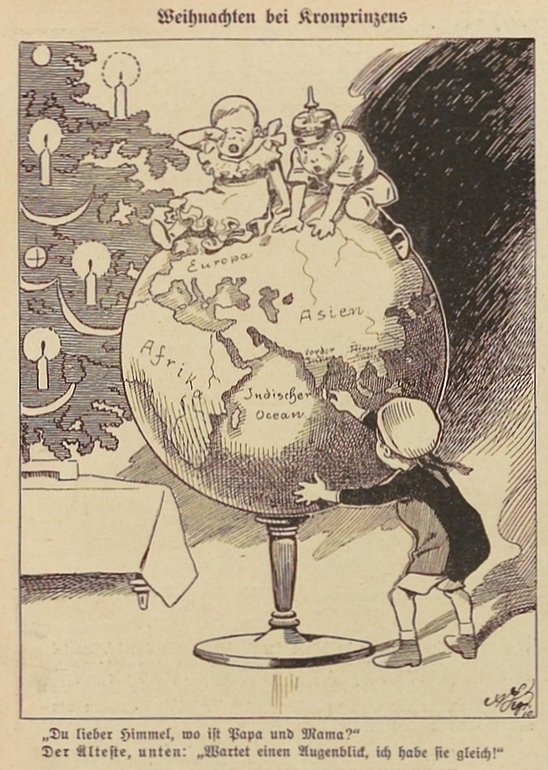
Karikatur von Arthur Krüger für den Kladderadatsch, 1910

Carl August Arthur Krüger (* 21. August 1866 in Berlin; † nach 1926) war ein deutscher Bildhauer, Medailleur, Zeichner und Karikaturist.
Er war ein Schüler des Bildhauers Waldemar Uhlmann und des Münzstempelschneiders Otto Schultz in Berlin. 1895 übernahm er die Leitung der Berliner Medaillenmünze von Ludwig Ostermann (vorm. G. Loos). 1905 schuf er die offizielle Einweihungsmedaille für den Berliner Dom. Für das Großherzogtum Sachsen-Weimar-Eisenach schnitt er alle Stempel für das Allgemeine Ehrenzeichen unter Wilhelm Ernst.
Spätestens ab den 1910er Jahren arbeitete er für die Zeitschriften Kladderadatsch und Der Wahre Jacob, für die er zahlreiche politische und sozialkritische Karikaturen schuf. Er wurde 1907 Mitglied der Berliner Freimaurerloge Zum goldenen Pflug.